# Dante López
Dante Rafael López Farina (Assunção, 16 de agosto de 1983) é um futebolista paraguaio. Atualmente joga pelo Club Olimpia